# Дятлик зеленокрилий
Дя́тлик зеленокрилий (Campethera cailliautii) — вид дятлоподібних птахів родини дятлових (Picidae). Мешкає в Східній і Центральній Африці.

## Опис
Довжина птаха становить 16 см, вага 34-57 г. У самців верхня частина тіла, включно з верхніми покривними перами крил, жовтувато-зелена, надхвістя і верхні покривні пера хвоста більш жовтуваті. Верхня частина тіла поцяткована білуватими плямками, на надхвісті вони переходять у зеленуваті смужки. Махові пера коричневі з жовтувато-зеленими краями на зовнішніх опахалах і білими смугами на внутрішніх. Стернові пера жовтувато-зелені. Нижня частина тіла зеленувато-біла, груди мають охристий відтінок, живіт більш жовтуватий. Горло і груди поцятковані темно-коричневими плямками, на животі вони менші, на боках темні смужки. Нижні покривні пера крил блідо-жовті, поцятковані чорнуватими плямками. Нижні покривні пера хвоста жовтуваті, пера на них мають темні кінчики.
Пера на лобі і тімені чорні з червоними кінчиками, потилиця червона. Підборіддя, верхня частина горла і скроні вохристо-білі, поцятковані чорними плямами. У самиць червона пляма на голові обмежена потилицею, лоб і тім'я у них чорні, поцятковані охристими плямками. Дзьоб сірий або чорнуватий з темним кінчиком, знизу біля основи зеленуватий, лапи сірі, зелені або оливково-сірі, очі червоні або червонувато-карі.

## Підвиди
Виділяють три підвиди:
- C. c. nyansae (Neumann, 1900) — від південно-західної Кенії, південно-західної Ефіопії і північно-західної Танзанії до сходу ДР Конго, північного сходу Анголи і півночі Замбії;
- C. c. cailliautii (Malherbe, 1849) — південь Сомалі, схід Кенії і північний схід Танзанії;
- C. c. loveridgei Hartert, EJO, 1920 — від центральної Танзанії до Мозамбіку.

## Поширення і екологія
Зеленокрилі дятлики мешкають в Ефіопії, Сомалі, Кенії, Танзанії, Уганді, Руанді, Бурунді, Демократичній Республіці Конго, Анголі, Замбії, Зімбабве, Малаві і Мозамбіку. Вони живуть на узліссях вологих і сухих тропічних лісів, в рідколіссях і саванах, в чагарникових заростях і садах. Зустрічаються поодинці або парами, на висоті до 2100 м над рівнем моря. Живляться переважно мурахами і термітами. Сезон розмноження триває з вересня по листопад, в ДР Конго припадає на сезон дощів і триває з березня по вересень. В кладці 2-3, іноді 4 яйця. Насиджують і доглядають за пташенятами і самиці, і самці.